# Heinrich Rückert
Heinrich Rückert (Coburgo, 14 febbraio 1823 – Breslavia, 11 settembre 1875) è stato un germanista e storico tedesco.

## Biografia
Era il figlio dell'orientalista e poeta Friedrich Rückert (1788-1866). Dal 1840-1844 studiò filologia classica e letteratura tedesca presso le università di Erlangen, Bonn e Berlino. Nel 1845 ottenne la sua abilitazione per la storia e per l'archeologia tedesca all'Università di Jena, successivamente si trasferì a Breslavia, dove nel 1852 diventò professore associato (professore ordinario 1867). Nel 1852 fu uno dei fondatori del Verein für Thüringische Geschichte und Alterthumskunde (Società di Turingia Storia e Antichità).

## Opere principali
- Annalen der deutschen Geschichte : Abriß der deutschen Entwickelungsgeschichte in chronologischer Darstellung (3 volumi, 1850).
- Culturgeschichte des deutschen Volkes in der Zeit des Uebergangs aus dem Heidenthum in das Christenthum (2 volumi 1853/54).
- Geschichte des Mittelalters, 1853.
- Aus Friedrich Rückert's Nachlass, 1867.
- Deutsche Geschichte, 1873.
- Geschichte der Neuhochdeutschen Schriftsprache, 1875.
- Entwurf einer systematischen Darstellung der schlesischen Mundart im Mittelalter, 1878.

Fu inoltre l'editore dei testi medievali: Lohengrin (1858), König Rother (1872) e Heliand (1876).